# Manapass
Der Manapass überquert den Himalaya an der Grenze zwischen dem indischen Bundesstaat Uttarakhand und dem autonomen Gebiet Tibet (China), aber der Grenzübergang ist geschlossen.
Über den Pass führte früher eine Handelsroute, die die Garhwal-Region mit der in Westtibet am Oberlauf des Satluj gelegenen Region Ngari Korsum verband. Der Passübergang befindet sich an der Wasserscheide zwischen den Einzugsgebieten von Ganges und Indus. Der Manapass stellt auch den Übergang von der Kamet-Gruppe im Osten zur Gangotri-Gruppe im Südwesten dar.
Auf indischer Seite führt eine Straße durch das Flusstal der Alaknanda und deren Nebenfluss Saraswati an der Ortschaft Mana vorbei bis zum 5545 m hoch gelegenen Manapass. 
Der portugiesische Jesuit, Missionar und Forschungsreisende Antonio Freire de Andrade reiste im Jahr 1625 über den Manapass.